# Трибунал публічної служби Європейського Союзу
Трибуна́л публі́чної слу́жби Європе́йського Сою́зу (англ. European Union Civil Service Tribunal) — спеціалізований суд у складі Суду Європейського Союзу, який був заснований 2 грудня 2005 року і припинив своє існування 1 вересня 2016 року.

## Правовий ґрунт
Ніццький договір передбачає створення судових колегій у певних конкретних сферах. Пізніше це положення змінено та кодифіковано в статті 257 («спеціалізовані суди») Договору про функціонування Європейського Союзу Лісабонським договором:
Європейський Парламент і Рада, діючи відповідно до звичайної законодавчої процедури, можуть створювати спеціалізовані суди при Суді загальної юрисдикції для розгляду і прийняття рішень у першій інстанції щодо певних категорій позовів або проваджень у конкретних сферах. Європейський Парламент і Рада діють за допомогою регламентів або за пропозицією Комісії після консультацій з Судом Справедливости, або на вимогу Суду Справедливости після консультацій з Комісією. [...]
Рада Європейського Союзу 2 листопада 2004 року прийняла на цій основі рішення про заснування Трибуналу публічної служби Європейського Союзу. Новий спеціалізований суд, що складається з семи суддів, був покликаний розглядати спори між Європейським Союзом та його публічною службою, юрисдикцію до 2005 року здійснював Загальний Суд. Його рішення підлягали оскарженню з питань права лише до Загального Суду та, у виняткових випадках, перегляду Судом Справедливости. Він був заснований 2 грудня 2005 року. Він був розпущений 1 вересня 2016 року, незважаючи на успіх у виконанні свого мандату, на користь подвоєння складу Загального Суду.

### Голови Трибуналу публічної служби
| Рік              | Голови Трибуналу публічної служби |
| ---------------- | --------------------------------- |
| 2005 – 2011 роки | Пол Дж. Махоні                    |
| 2011 – 2016 роки | Шон Ван Рапенбуш                  |

## Судді Трибуналу публічної служби (2016)
| Суддя з тих пір | Держава-член | Члени Трибуналу державної служби |
| --------------- | ------------ | -------------------------------- |
| 2011-2016 роки  | Бельгія      | Шон Ван Рапенбуш                 |
| 2011-2016 роки  | Італія       | Еціо Перілло                     |
| 2011-2016 роки  | Нідерланди   | Рене Баренц                      |
| 2011-2016 роки  | Ірландія     | Кіран Бредлі                     |
| 2013-2016 роки  | Данія        | Єспер Свеннінґсен                |
| 2016-2016 роки  | Португалія   | Жоао Сант'Анна                   |
| 2016-2016 роки  | Болгарія     | Александер Корнезов              |

Джерело:

## Подальше читання
- Butler, Graham (2020). An Interim Post-Mortem: Specialised Courts in the EU Judicial Architecture after the Civil Service Tribunal. International Organizations Law Review. 17 (3): 586—632. doi:10.1163/15723747-2019010.